# Requiem pour une planète
Ne doit pas être confondu avec Requiem pour une cité de verre.
Requiem pour une planète (titre original : The Doomed Planet - « La Planète condamnée ») est un roman de science-fiction écrit par L. Ron Hubbard.
Il s'agit du dixième et dernier tome du cycle de science-fiction intitulé Mission Terre, qui comprend les parties 82 à 92 de la suite romanesque. 
Dans sa version livre de poche, le roman comporte 277 pages et est le plus court de la série, quasiment à égalité avec le tome 4, Une affaire très étrange, qui en comporte 278.

## Publications
Le roman a été publié aux États-Unis en septembre 1987.
Il a été publié en France en 1991 aux Presses de la Cité en grand format, puis en 1994 aux éditions Presses Pocket en format livre de poche.

## Thème de la série
Sur la planète Voltar, le chef des services secrets, le sinistre et mégalomane Lombar Hisst, a décidé d'envoyer sur la planète Blito P-3 (la Terre) un agent secret sans états d'âmes, Soltan Gris, chargé de le ravitailler en drogue, qu'il revend secrètement sur Voltar. Il charge aussi Soltan Gris de neutraliser Jettero Heller, un ingénieur de combat de la Flotte envoyé sur la Terre pour aider les humains à cesser de dégrader leur planète en la polluant et en la surexploitant. En effet, pour garantir l'approvisionnement régulier en drogue, il ne faut surtout pas que le gouvernement voltarien apprenne que les humains détruisent si rapidement leur planète qu'une intervention militaire s'avère nécessaire.
Arrivé sur Terre, Soltan Gris, être cupide et sans scrupules, va complètement et involontairement rater sa mission…
Les romans de la série ne sont pas dénués d'un certain humour sarcastique, lié en particulier au fait que le « méchant », Soltan Gris, qui est le narrateur du récit :
- d'une part ne s'aperçoit pas de l'idiotie ou de la non pertinence de ses propos, en commentant de manière totalement erronée le comportement de ses ennemis ou le sien,
- d'autre part est persuadé d'avoir un comportement professionnel excellent alors que le lecteur s'aperçoit que ses projets sont voués à l'échec.

## Personnages

### Personnages récurrents de la série
- Soltan Gris, officier de l’Appareil de Coordination de l'Information (le « méchant »)
- Lombar Hisst, directeur général de l'Appareil de Coordination de l'Information (le « méchant-en-chef »)
- Jettero Heller, ingénieur de combat de la Flotte spatiale (le « gentil »), compagnon de la Comtesse Krak
- Comtesse Krak, enseignante et dresseuse, compagne de Jettero Heller

## Prologues

### Extrait de la «Mise en garde du Censeur voltarien»
Le roman est précédé par une « Mise en garde du Censeur voltarien », dénommé Lord Invay. Cet avant-propos débute de la manière suivante :
« À présent que la Couronne a autorisé avec magnanimité la publication de cette œuvre tourmentée, extravagante et hyperbolique, que l'on ne vienne pas nous dire que nous n'avons pas été tolérants. La Couronne a clairement exprimé sa position. Ceci constitue un ouvrage de FICTION ABSOLUE.(…) »

### Extrait de la «préface du traducteur voltarien»
Le roman comprend une « préface du traducteur voltarien », qui est un robot prénommé 54-Charli neuf. Le robot-traducteur explique notamment quelles furent les difficultés de sa tâche :
« Je suis le Cerveau-robot du Traductophone depuis près de six cents ans. À ce jour, j'ai traduit tellement de livres, d'articles, de lettres, de discours, de chansons, de jugements, de chroniques, etc., que je ne peux en tenir le compte. Mais RIEN ne saurait se comparer à ce boulot que je viens de TERMINER. La difficulté, ce n'était pas tant la traduction. Oh, bien sûr, c'est un réel défi que d'avoir à traduire la langue d'une planète qui n'existe pas. Mais ce qui a surtout fait patauger mes circuits, C'EST LA TERRE ! J'ai eu affaire à des pirates, des politiciens, des musiciens, des lords, des plébéiens et même des empereurs. J'ai eu affaire à l'élite dont certains représentants sont à peine plus intelligents qu'une éponge. Je les ai vus de toutes les formes, de toutes les tailles, et de toutes les compositions possibles. Donc, quand je dis que JAMAIS je n'ai rencontré quoi que ce soit qui ressemble à LA TERRE, je sais de quoi je parle. Et si vous avez le moindre doute, lisez ! (…) »

## Les dernières phrases des parties 82 à 92
- « Madison affichait un sourire rayonnant. Maintenant, il allait pouvoir remettre les choses sur leurs rails et repartir dans la bonne direction. » (dernières phrases de la partie 82)
- « Oh, non, Votre Majesté ! clamèrent-ils d'une seule voix en s'agenouillant aussitôt. » (dernière phrase de la partie 83)
- « Il devait se mettre vraiment au travail pour ce qui l'avait amené ici. » (dernière phrase de la partie 84)
- « Heller était complètement à découvert. Sans abri possible. Et sans arme. » (dernières phrases de la partie 85)
- « Madison était bien loin de se douter qu'il allait précipiter le désastre qui allait s'abattre sur la planète Terre ! » (dernière phrase de la partie 86)
- « Mais ce monde, c'était Voltar. Quant au sort d'un certain autre monde, la Terre, il serait à jamais réglé cette nuit même. » (dernières phrases de la partie 87)
- « Il fit une prière silencieuse. Il devait maintenant préparer la sixième proclamation, la déclaration fatale, celle dont dépendait le sort de cinq milliards d'êtres vivants, au nombre desquels il avait bien des amis. Le destin de la Terre ! » (dernières phrases de la partie 88)
- « Lisez, lisez. Et attention à ne pas vous écraser au sol ! Les lecteurs, c'est précieux ! » (dernières phrases de la partie 89)
- « J'aurais dû pourtant le deviner au sourire qu'affichait Pratia Tayl tandis que je l’aidais à se lever et que nous nous dirigions vers le dîner, un sourire qu'elle conserva tout au long du repas. » (dernière phrase de la partie 90)
- « J'étais gonflé de soulagement. Les talents d'un reporter d'enquête peuvent avoir des résultats fantastiques ! J'allais décrocher un nouveau scoop ! » (dernières phrases de la partie 91)
- « Ainsi, nous sommes tous d'accord, n'est-ce pas ? Très bien. Nous nous verrons pour votre mariage, demain. Votre grand-oncle, Cuht, Nouveau président-directeur-général de la société des Éditions biographiques. » (dernières phrases de la partie 92, du tome 10 et de la saga romanesque)